# Nazionale maschile di beach soccer della Bolivia
La nazionale di beach soccer della Bolivia rappresenta la Bolivia nelle competizioni internazionali di beach soccer.

## Rosa
Aggiornata a febbraio 2018
| N. |                    | Ruolo | Calciatore           |
| -- | ------------------ | ----- | -------------------- |
|    | Bolivia (bandiera) |       | Mario Arteaga        |
|    | Bolivia (bandiera) |       | Ruben Rodrigo Lopez  |
|    | Bolivia (bandiera) |       | Robert Yimmi Guzman  |
|    | Bolivia (bandiera) |       | Iver Eduardo Castedo |

| N. |                    | Ruolo | Calciatore                     |
| -- | ------------------ | ----- | ------------------------------ |
|    | Bolivia (bandiera) |       | Berthy Alpire                  |
|    | Bolivia (bandiera) |       | Julio Cesar Zambrano           |
|    | Bolivia (bandiera) |       | Carlos Eduardo Carreno Aramayo |
|    | Bolivia (bandiera) |       | Julio Cesar Zambrano Cespedes  |